# Regulon
Als Regulon bezeichnet man in der Genetik eine Gruppe von unabhängigen Genen (oder Operons), deren Transkription von einem gemeinsamen Regulator (Repressor oder Aktivator) kontrolliert wird.

## Beispiele
- Katabolitrepression: Der Aktivator CAP (Catabolite Activator Protein), aktiviert in Anwesenheit von cAMP u. a. die Transkription des Lactose-Operons (lac-Operon).
- Ein weiteres Beispiel ist der Tryptophan-Repressor (TrpR) im Genom des Bakteriums Escherichia coli. Das Protein reprimiert nicht nur seine eigene Transkription am trpR-Gen und die des Tryptophans am trp-Operon, sondern auch die Transkription des aroH-Operons. Letzteres kodiert für Proteine, die die Zelle bei der Synthese aller aromatischer Aminosäuren benötigt.
- Auch die Antwort auf einen Hitzeschock in Bakterien verwendet Regulons. Der Sigmafaktor σ32 (vom RpoH-Gen kodiert) reguliert 89 verschiedene offene Leseraster (ORFs), die ein Indiz für kodierende Bereiche darstellen.